# Both Ways Open Jaws
Both Ways Open Jaws è il secondo album del gruppo The Dø uscito il 7 marzo 2011.

## Tracce
1. Dust It Off – 3:42
2. Gonna be sick ! – 4:09
3. The Wicked & The Blind – 5:08
4. Too Insistent – 3:29
5. Bohemian Dances – 4:23
6. Smash Them All (Night Visitors) – 5:12
7. Leo Leo – 3:30
8. B.W.O.J. – 1:43
9. Slippery Slope – 2:41
10. The Calendar – 4:03
11. Was it a dream ? – 3:05
12. Quake, Mountain, Quake – 2:10
13. Moon Mermaids – 3:02

Due bonus track sono state inserite in una edizione venduta nelle librerie Fnac:
1. Open C
2. No clue